# 山東工業職業学院
山東工業職業学院（英語: Shandong Vocational College of Industry、公用語表記: 山东工业职业学院）は、中華人民共和国山東省淄博市高新技術開発区張北路69号に本部を置く中国の国立大学。1959年創立、1959年大学設置。大学の略称はSDGY。

## 沿革
- 1959年 - 山東省によって、五一工場工業学校として設立される。
- 1977年 - 山東非鉄金属学校と改称。
- 1999年 - 山東工業学校と改称。
- 2003年 - 山東工業学校と山東冶金労働者大学を統合し、新たに山東工業職業学院を設立。同時に冶金デザイン学部を設置。

## 学部
- 冶金・自動車工学部
  - 冶金技術専攻（5年制）
  - 材料工学専攻
  - 材料形成・制御専攻
  - 応用化学技術専攻
  - 鉱物処理技術専攻
  - 工業分析・試験専攻

- 建築情報工学部
  - コンピュータ応用技術専攻
  - コンピュータネットワーク技術専攻
  - 印刷技術専攻
  - グラフィック・情報技術専攻
  - プロダクトデザイン専攻
  - 装飾美術専攻
  - 建設工学専攻
  - プロジェクトコスト専攻
  - IoT専攻
  - 工学計測技術専攻

- 経営学部
  - 会計専攻
  - 監査実務専攻
  - eコマース専攻
  - 物流管理専攻

- 電気工学部
  - 電気系統自動化技術専攻
  - 生産設備自動化技術専攻
  - 電力システム自動化技術専攻
  - 応用電子技術専攻
  - メカトロニクス技術専攻
  - 電源技術専攻

- 電気・機械工学部
  - 機械製造・自動化技術専攻
  - CNC技術専攻
  - 金型設計・製造専攻
  - 機械・電気機器の保守・管理専攻
  - 自動車検査・保守専攻
  - 溶接技術・自動化技術専攻

- 教育学部
  - 英語専攻
  - 初等教育専攻
  - 成人教育専攻

## 姉妹校
- シンガポール:南洋理工大学
- 中国:山东理工大学